# Lilium parryi
Lilium parryi ist eine Art aus der Gattung der Lilien (Lilium) innerhalb der Familie der Liliengewächse (Liliaceae). Sie ist in Gebirgen der amerikanischen Bundesstaaten Arizona und Kalifornien einheimisch.

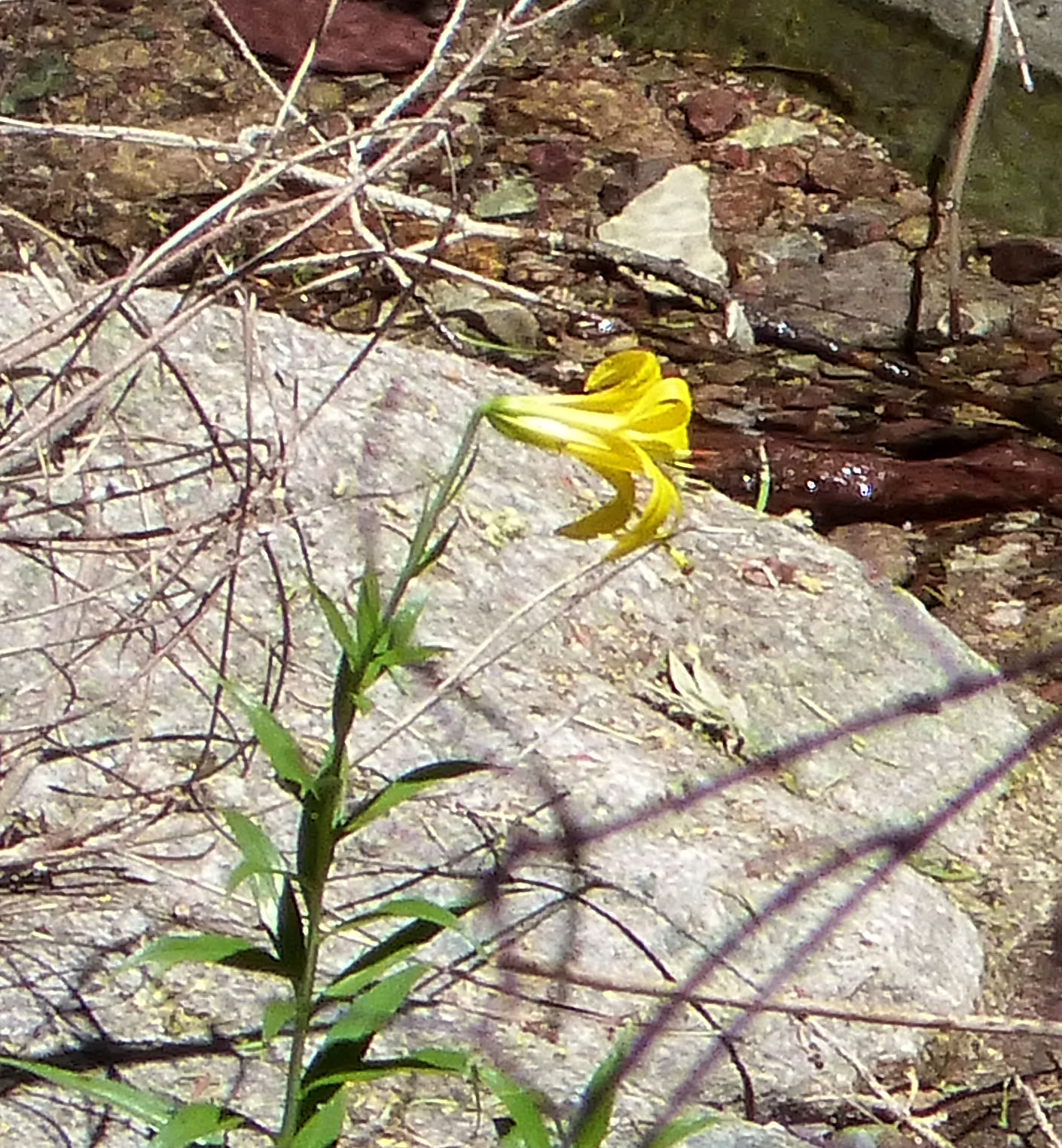
Lilium parryi

## Beschreibung
Lilium parryi erreicht eine Wuchshöhe von bis zu 190 cm. Die Zwiebeln sind rundlich und erreichen einen Durchmesser von etwa 5 cm, sie sind mit weißen Schuppen überzogen und bilden Rhizome aus.
Der Stängel ist hart, glatt und gerade. Die Laubblätter sind schmal, lanzettförmig und von parallelen Nerven durchzogen, bis zu 30 cm lang und 5 cm breit. Sie sind in ein bis fünf Wirteln aus drei bis achtzehn Blättern angeordnet.
Die Pflanze blüht vom späten Mai bis zum frühen September mit bis zu 15 horizontal bis aufrecht in einer Rispe stehenden trompetenförmigen Blüten mit glänzender Textur. Die duftenden, zwittrigen Blüten sind dreizählig. Die sechs gleichgestalteten Blütenhüllblätter (Tepalen) sind leicht rückwärts gerollt. Die Farbe der Blüten ist strahlend zitronengelb mit winzigen braunen Punkten. Jede Blüte hat drei Fruchtblätter und sechs Staubblätter. Die Antheren sind braun, die Pollen ziegelrot und die Filamente hell grünlich. Die einzelnen Blüten erreichen eine Länge von bis zu 10 cm.
Die Samen reifen in bis zu 6 cm langen bis zu 1,7 cm breiten Samenkapseln und keimen sofortig-epigäisch.

## Verbreitung
Die Pflanze ist in Arizona (wo sie schon ab Mai blüht) und in Kalifornien (Blüte ab Juli/August) endemisch. Häufig ist sie in den San Gabriel Mountains.
Lilium parryi ist eine Gebirgspflanze, die in Höhenlagen zwischen 1300 und 2600 m NN vorkommt. Oft wächst sie in der Nähe von Gebirgsbächen oder in gemischten Nadelwäldern.

## Ökologie
Lilium parryi kann mit ihren sehr langen Blüten nicht von allen Insekten bestäubt werden, ein zuverlässiger Bestäuber ist jedoch der neuweltliche Linienschwärmer Hyles lineata.

## Taxonomie und Systematik
Die Art wurde 1878 von Sereno Watson in Proceedings of the Davenport Academy of Natural Sciences Band 2 Seite 188 erstbeschrieben. Eine Varietät Lilium parryi var. kessleri Davidson wird auf Wachstumsform angesehen und nicht mehr anerkannt.  Es gilt als erwiesen, dass Lilium parryi einen gemeinsamen Vorfahren mit Lilium pardalinum besitzt. Zudem ist die Pflanze Lilium washingtonianum erstaunlich ähnlich, was sich sicher auf evolutionäre Konvergenz zurückführen lässt.